# Kim Stanley
Kim Stanley (Tularosa, 11 de febrero de 1925-Santa Fe, 20 de agosto de 2001) fue una actriz estadounidense cuyo trabajo se centró principalmente en teatro y televisión, aunque también hizo interpretaciones cinematográficas ocasionales.

## Biografía
Su verdadero nombre era Patricia Kimberley Reid, y nació en Tularosa, Nuevo México. Sus padres eran Ann Miller, una decoradora de interiores, y J. T. Reid, profesor de filosofía y educación de la Universidad de Nuevo México. Su padre era de ascendencia irlandesa o escocesa, aunque nacido y criado en Texas, donde conoció a su madre, de ascendencia alemana e inglesa. Stanley tuvo tres hermanos: Howard Clinton Reid, un psiquiatra; Kenneth Reid, muerto entrenando como piloto durante la Segunda Guerra Mundial; Justin Truman Reid, un abogado, y una medio hermana, Carol Ann Reid. Stanley fue estudiante de arte dramático de la Universidad de Nuevo México, formándose posteriormente en el Pasadena Playhouse. Su nombre artístico lo eligió utilizando el apellido de su abuela materna.

## Trayectoria

### Teatro
Stanley fue una actriz de éxito en el circuito de Broadway , recibiendo en sus inicios buenas críticas por parte de Brooks Atkinson, crítico del  The New York Times. Con el tiempo asistió al Actors Studio, estudiando con Elia Kazan, Lee Strasberg y Vivian Nathan. En 1952 recibió el Theatre World Award por su interpretación de Anna Reeves en The Chase, y protagonizó éxitos de Broadway como Picnic (1953), interpretando a Millie Owens y Bus Stop (1955), interpretando a Cherie. Además estrenó en el West End londinense la obra La gata sobre el tejado de zinc (1958).
Fue nominada al Premio Tony de 1959 a la Mejor actriz en una obra de teatro por A Touch of the Poet y al Tony de 1962 a la mejor actriz en una obra de teatro por su interpretación de Elizabeth von Ritter en A Far Country de Henry Denker. En 1965, interpretó a Masha en la producción londinense del Actors Studio de la obra de Antón Chéjov Las tres hermanas.  Después de que la crítica local criticara duramente la producción, cumplió su promesa de no volver a actuar en un escenario.

### Televisión
Stanley fue también primera actriz de los dramas televisivos en directo que florecieron en Nueva York en los años cincuenta. El 17 de octubre de 1950, protagonizó «The Vanishing Lady» en The Trap. Otros de sus papeles protagonistas fueron el de Wilma, una joven de 15 años de la Costa del Golfo de EE. UU. de Texas, en A Young Lady of Property, de Horton Foote, que se emitió en The Philco-Goodyear Television Playhouse el 5 de abril de 1953.

### Película
Su primera película fue La diosa (1958), en la que interpretaba a una trágica estrella de cine. Protagonizó Séance on a Wet Afternoon (1964), ganando el premio del National Board of Review y el premio de la crítica de Nueva York a la mejor actriz, siendo nominada además para el Oscar a la mejor actriz y a un premio BAFTA.
Una versión filmada de Las Tres Hermanas (1966) dirigida por Strasberg se estrenó con Stanley retomando el papel de Masha, y es la única vez que se la puede ver actuar en una película junto a Geraldine Page, Sandy Dennis, Shelley Winters y otros conocidos nombres del Actors Studio. Fue nominada al Oscar a la mejor actriz secundaria y al Globo de Oro a la mejor actriz secundaria de cine por su interpretación de la posesiva madre de Frances Farmer en Frances (1982). También interpretó a Pancho Barnes en The Right Stuff (1983). Stanley fue la narradora no acreditada en la película dramática To Kill a Mockingbird (1962). Como narradora, representa al personaje Jean Louise Finch («Scout») de adulta. En la película, Mary Badham interpreta a Scout de niña.
Recibió un Premio Emmy por Interpretación destacada de una actriz en un papel protagonista por su aparición en el episodio «A Cardinal Act of Mercy» (1963) de la serie de televisión, Ben Casey (1961-1966), y un premio Emmy a la mejor actriz de reparto en una serie limitada o especial por su aparición en adaptación televisiva de 1984 del melodrama sureño de Tennessee Williams La gata sobre el tejado de zinc (1985), esta vez en el papel de Big Mama.

## Vida personal
Stanley se casó en cuatro ocasiones. Sus maridos fueron Bruce Hall (casados en 1945, divorciados en 1946), Curt Conway (casados en 1949, divorciados en 1956), Alfred Ryder (casados en 1958, divorciados en 1964) y Joseph Siegel (casados en 1964, divorciados en 1967).
Tuvo tres hijos, uno con Conway, otro con Brooks Clift (hermano de Montgomery Clift) mientras estaba casada con Conway, y el tercero con Ryder. Por otra parte, mientras estaba casada con Alfred Ryder, Kim Stanley se convirtió al judaísmo.
Stanley no actuó durante sus últimos años, prefiriendo el papel de maestra en la ciudad de Nueva York, Los Ángeles, y más tarde Santa Fe, Nuevo México.

## Muerte
Stanley murió de cáncer de útero en una residencia de ancianos de Santa Fe a la edad de 76 años. Le sobrevivieron su hermano Justin, sus tres hijos y varios sobrinos.  Una biografía, Female Brando: la leyenda de Kim Stanley (2006), de Jon Krampner, fue publicada por Back Stage Books, una división de Watson-Guptill.
En 2012 ingresó en el Salón de la Fama del Entretenimiento de Nuevo México. 

## Premios y distinciones
Premios Óscar
| Año  | Categoría               | Película       | Resultado |
| ---- | ----------------------- | -------------- | --------- |
| 1965 | Mejor actriz            | Plan siniestro | Nominada  |
| 1983 | Mejor actriz de reparto | Frances        | Nominada  |